# Historia de Escocia

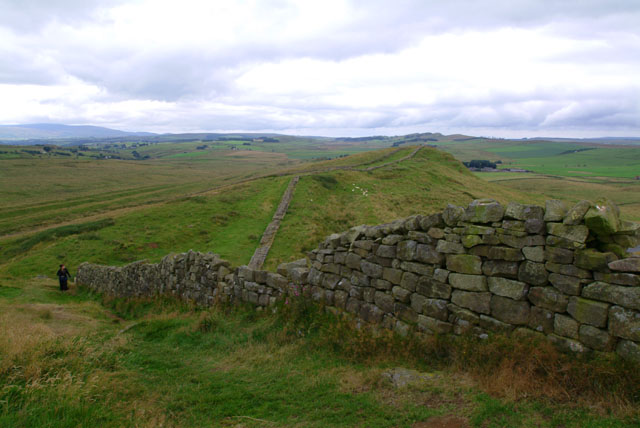
Los 120 kilómetros de la muralla de Adriano delimitaban la frontera entre Escocia, al norte, y el Imperio romano, al sur, con pequeños fuertes y puertas separados entre sí a una distancia de una milla romana. El dominio romano llegó más al norte pero poco tiempo.

La historia de Escocia comienza alrededor de 10 000 años hasta el presente, cuando los seres humanos actuales comenzaron a habitar Escocia tras el fin de la glaciación de Würm o Wisconsin, la última era del hielo. De las civilizaciones de la Edad de Piedra, Edad del Bronce y Edad del Hierro que existieron, quedan muchos artefactos, pero quedaron pocos registros.
La historia escrita de Escocia comienza con la llegada del Imperio romano en Gran Bretaña, cuando los romanos ocuparon lo que es actualmente Inglaterra y Gales, administrándola como la provincia romana de Britannia. Hacia el norte era territorio no gobernado por los romanos — Caledonia. Su pueblo eran los pictos. Desde un punto de vista histórico clásico, Escocia parecía un país periférico, lento para conseguir avances que se filtraban de la fuente de la civilización mediterránea, pero como el conocimiento del pasado crece, se ha hecho aparente que algunos desarrollos eran más primitivos y más avanzados de lo que se creía anteriormente y que los mares fueron muy importantes para la historia escocesa.
Desde el comienzo del siglo VIII hasta el siglo XIII fueron los celtas quienes estaban a cargo de la Corona escocesa; el primer rey escocés fue Kenneth MacAlpin, que comenzó en el 840, y el último fue Alejandro III, que finalizó su reinado en el 1249. Tras la colonización normanda, fueron ellos quienes dominaron el país (1286-constitución del voto).
Debido a la orientación geográfica de Escocia y su fuerte confianza en las rutas comerciales marítimas, este tenía vínculos cercanos en el sur y este con los países bálticos, y con Francia a través de Irlanda y el continente europeo. Tras el Acta de Unión con Inglaterra, para la creación del estado soberano que se conoce ahora como Reino Unido y la subsecuente Revolución industrial e Iluminación escocesas, Escocia se convirtió en una de las potencias comerciales, intelectuales e industriales de Europa. Su declive industrial seguido de la Segunda Guerra Mundial fue particularmente agudo, pero en décadas recientes el país ha gozado de algo de renacimiento cultural y económico, alimentado en parte por un resurgimiento de los servicios financieros, los ingresos del petróleo y gas del Mar del Norte y más recientemente, un parlamento devuelto.

## Prehistoria

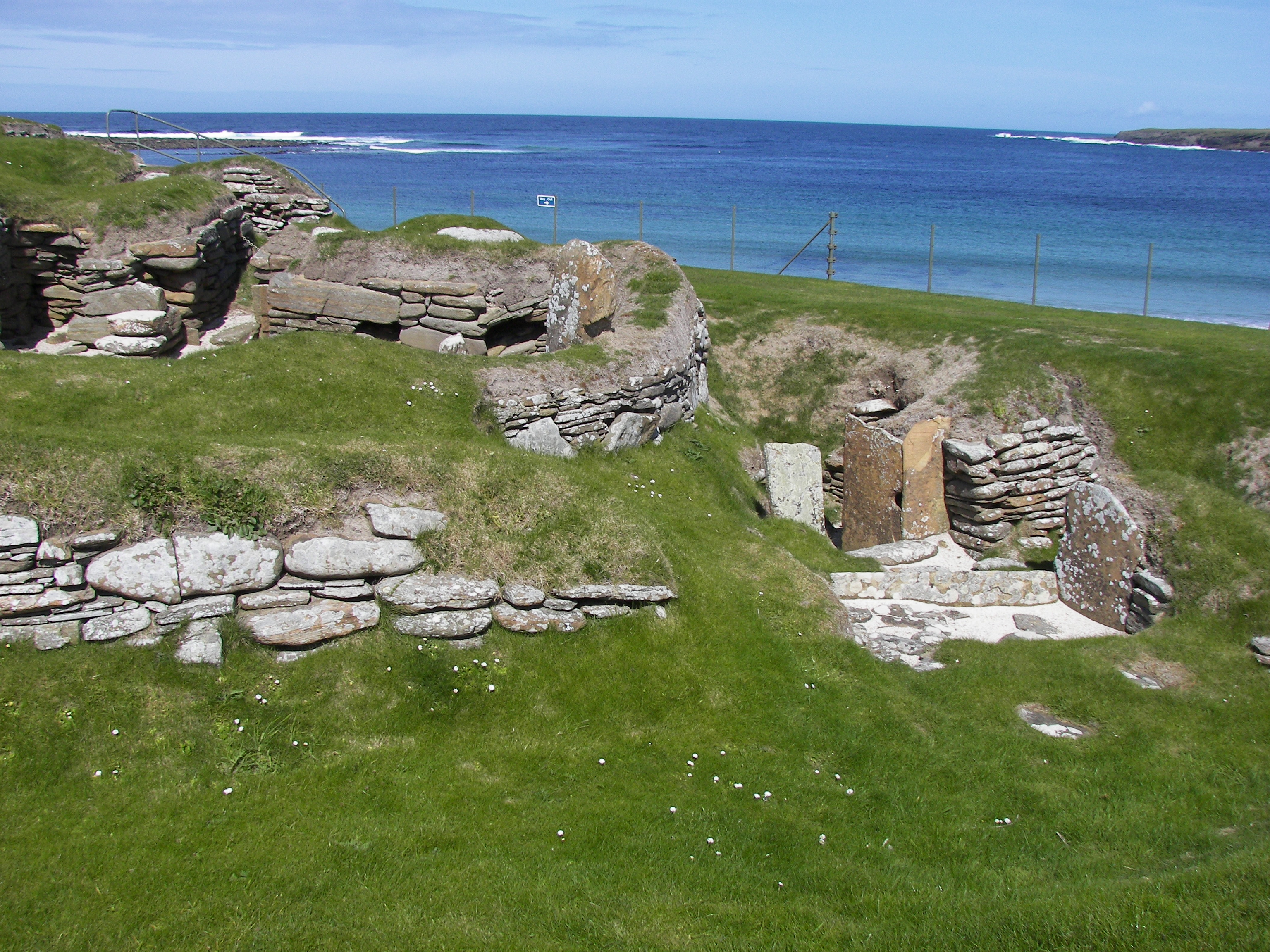
Restos de un asentamiento neolítico en Skara Brae, en las islas Orcadas.

Se ignora si Escocia estuvo habitada durante el Paleolítico, ya que las sucesivas glaciaciones que cubrieron su actual territorio podrían haber destruido todas las evidencias de asentamientos humanos anteriores al periodo Mesolítico. Se cree que los primeros grupos de cazadores-recolectores llegaron hace unos 11 000 años, cuando los hielos de la primera glaciación comenzaron a retirarse hacia el norte. Los primeros asentamientos aparecieron en el territorio escocés hace aproximadamente 9500 años, y los primeros pueblos hace unos 6.000. De este periodo data por ejemplo el asentamiento de Skara Brae, en la más grande de las islas Orcadas, que se encuentra en muy buen estado de conservación, así como otros restos de viviendas, enterramientos y centros rituales del Neolítico encontrados sobre todo en las islas escocesas. Esta abundancia de construcciones que han sobrevivido al paso del tiempo puede deberse a la ausencia de árboles en la zona, que permitió a los pobladores primitivos crear construcciones en la propia roca local.

## Romanización de Escocia
La historia escrita de Escocia comienza con la romanización del centro-sur de Gran Bretaña (las actuales Gales e Inglaterra, que formaban la provincia de Britannia). Los romanos llamaron inicialmente Caledonia ("Tierra de Caledonios") a Escocia, por el inmenso bosque de pinos caledonios que se extendía de norte a sur y de este a oeste por todo el país. El principal pueblo asentado en aquella época en la región escocesa era el de los pictos, así llamados, aparentemente, por su costumbre de pintarse el cuerpo. Los escotos, por su parte, eran un pueblo de origen irlandés, también conocido como dalriadas, que se estableció en el oeste de Escocia. Durante este periodo existían por lo tanto dos reinos diferenciados: el del oeste de Escocia, Scotland, y el reino picto del este, Alba.
La romanización de Escocia fue un largo proceso con multitud de interrupciones: en el año 83 a. C., el general Cneo Julio Agrícola derrotó a los caledonios en la batalla del Monte Graupio, lo que permitió la construcción de una cadena de fortificaciones conocida como Gask Ridge, cerca de la Falla de las Highlands (sin adentrarse, al parecer, más al norte); poco después, sin embargo, los romanos se retiraron a los Southern Uplands ("Mesetas del Sur"), es decir, al tercio más meridional de Escocia, y comenzaron la construcción del muro de Adriano para controlar a las tribus de la zona. Esta línea marcó durante casi todo el periodo de ocupación romana el límite septentrional del Imperio romano, pese a la construcción, más al norte aún, del muro de Antonino. Esta frontera solo pudo ser defendida durante breves períodos, de los cuales el más tardío tuvo lugar entre los años 208 y 210, durante el mandato del emperador Septimio Severo. En total, la ocupación de estas zonas de Escocia por parte de los romanos se extendió durante no más de cuarenta años, aunque la influencia latina en la parte más meridional, sobre todo entre las tribus de origen bretón, fue más duradera.

## Historia medieval
El reino de los pictos (con sede en Fortriu hacia el siglo VI) experimentó un importante desarrollo durante la Edad Media, quizás como respuesta al propio imperialismo romano. Un hito importante en esta lucha por la supervivencia y la ampliación fue la batalla de Dunnichen (685), en la que los pictos derrotaron a las tribus de Northumbria durante el reinado de Bridei III (671-693). El reinado de Oengus I (732-761) fue igualmente un periodo de consolidación para el reino picto. El reino de los pictos ocupaba en esta época, según la descripción de Beda el Venerable, una extensión similar a la que después ocuparía el reino de los escotos durante el reinado de Alejandro I (1107-1124). Sin embargo, ya en el siglo X, el reino picto fue dominado por una cultura de origen gaélico procedente del Reino de Dalriada, estableciendo el mito de la ascendencia irlandesa de la dinastía real de Cináed mac Ailpín (Kenneth MacAlpin o Kenneth I). En los siglos siguientes, partiendo desde su territorio original en el este de Escocia, al norte del fiordo de Forth y al sur del río Oykel, el Reino de Escocia o Alba logró controlar las tierras del norte y del sur. Hacia finales del siglo XII, los reyes de Alba habían añadido a su territorio el área angloparlante del sureste de Escocia y dominaban también las zonas de Galloway y Caithness; al final del siglo XIII, este reino se había extendido hasta alcanzar la extensión aproximada de la Escocia actual.

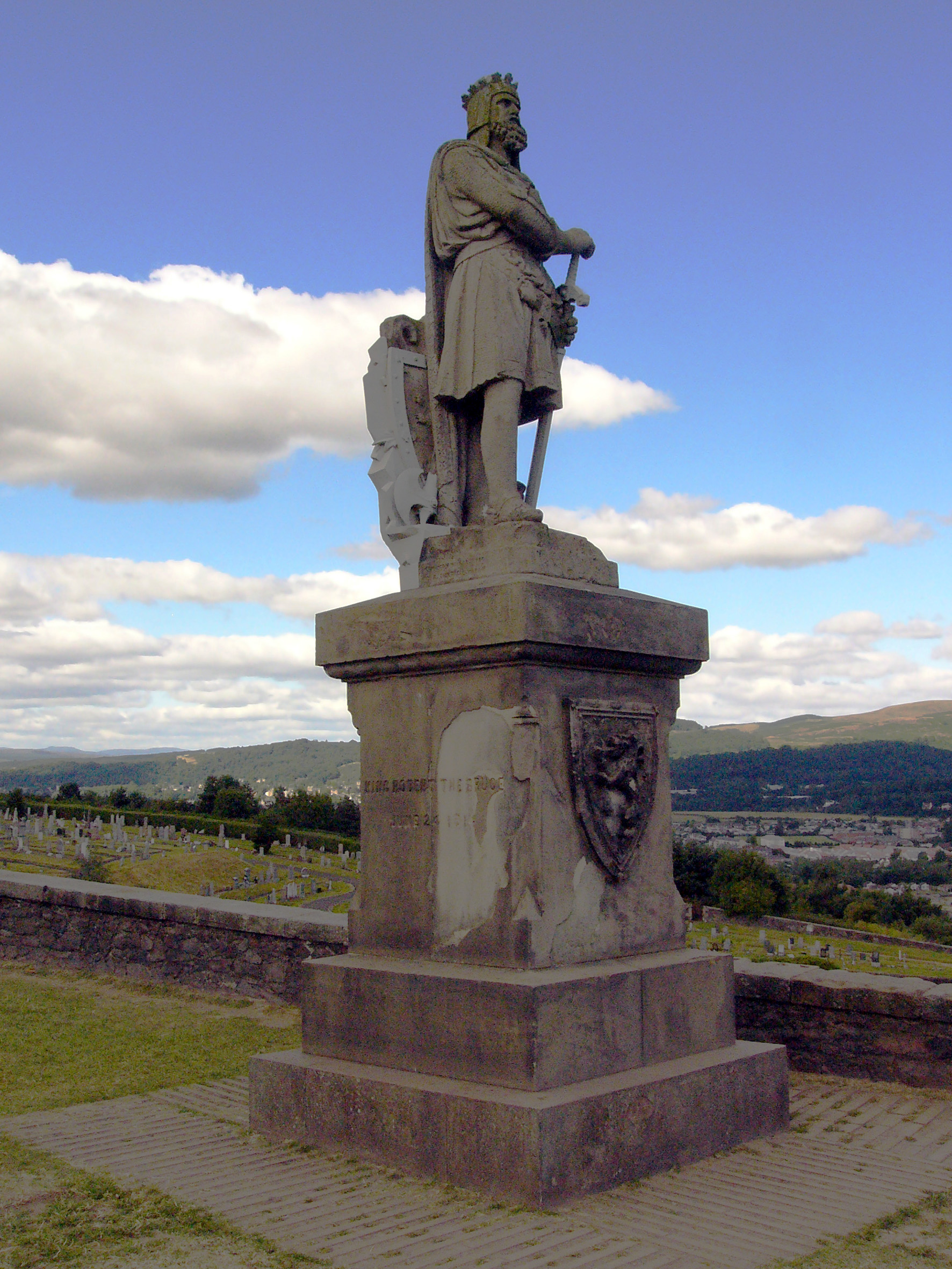
Estatua de Robert the Bruce a la entrada del Castillo de Stirling.

Sin embargo, ciertos procesos culturales y económicos iniciados en el siglo XII iban a hacer que durante la Baja Edad Media Escocia adquiriera rasgos bien diferentes. El principal impulso a esta transformación se produjo durante el reinado de David I de Escocia, que inició lo que se conoce como la Revolución davidiana. Esta es la época en la que se introduce el feudalismo en Escocia, se reorganizan las formas de gobierno y se fundan las primeras ciudades y pueblos con fueros propios (los llamados burghs). Estas instituciones, así como la inmigración de caballeros y clérigos franceses y anglo-franceses, facilitaron un proceso de "ósmosis cultural", durante el cual los territorios meridionales y costeros del reino de Alba se convirtieron en angloparlantes, como ya lo eran muchas de las tierras recién conquistadas en el sur; el resto del reino, en cambio, siguió conservando la lengua gaélica.
La muerte de Alejandro III en 1286, seguida por la de su nieta Margarita I, rompió la línea sucesoria de la dinastía reinante. Esto llevó a la intervención de Eduardo I de Inglaterra, quien puso en el trono a su protegido Juan de Balliol. Cuando su relación se deterioró, se produjo un intento de conquista por parte de Inglaterra, que fue rechazado por William Wallace en las Guerras de independencia de Escocia. Por su parte, Robert the Bruce, conde de Carrick, se proclamó Rey de Escocia con el nombre de Roberto I de Escocia. La guerra con Inglaterra duró varias décadas, y la guerra civil entre los partidarios de la dinastía de Robert the Bruce (quien aseguraba ser descendiente de David I) y los partidarios de los Balliol, apoyados por Inglaterra, duró hasta mediados del siglo XIV. Pese a que la dinastía Bruce fue la vencedora, la ausencia de descendientes de David II permitió a su sobrino, Roberto II, ascender al trono y situar en él a la dinastía Estuardo. Los Estuardo gobernaron Escocia durante el resto de la Edad Media, un periodo de prosperidad que va desde el final del siglo XIV hasta la Reforma Protestante, pasando por el Renacimiento. Pese a ello, las luchas con Inglaterra continuaron, así como la división interna entre las Highlands o "Tierras Altas" y los Lowlands o "Tierras Bajas".

## Historia moderna

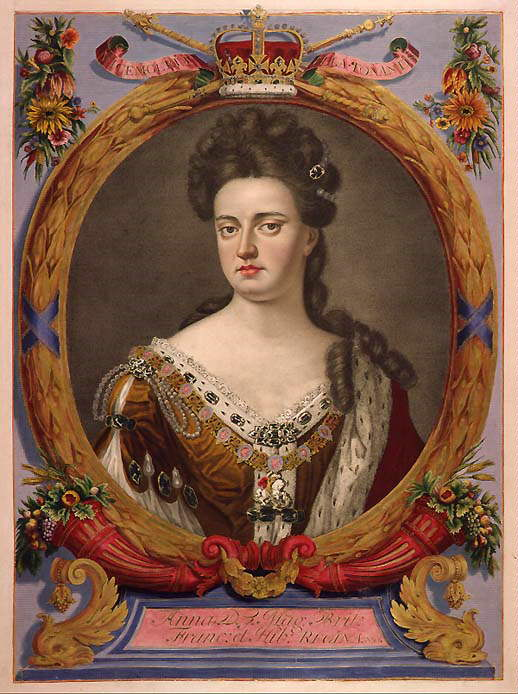
Retrato de la Reina Ana de Inglaterra, que se convertiría en Ana de Gran Bretaña tras la firma del Acta de Unión.

La Edad Moderna se abrió en la historia escocesa con el Rough Wooing o "cortejo violento" (1544-1551), una serie de ofensivas militares intermitentes mediante las cuales Inglaterra pretendía forzar un casamiento entre reina María I Estuardo y Eduardo VI de Inglaterra, objetivo que finalmente no logró. Además, el siglo XVI es el siglo de la Reforma Protestante, encabezada en Escocia por figuras como John Knox y apoyada desde Inglaterra.
En 1603, Jacobo VI de Escocia y I de Inglaterra heredó el trono de Inglaterra y se convirtió en Jacobo I de Inglaterra. Sin embargo, con la excepción de un breve periodo conocido como "Protectorado", Escocia continuó siendo un estado independiente, aunque sacudido por constantes enfrentamientos entre la corona y los Convenanters, sobre la forma de gobierno de la Iglesia. Tras la Revolución Gloriosa y el derrocamiento del católico Jaime VII de Escocia por Guillermo III de Inglaterra y su esposa María II (1688), Escocia amenazó con elegir a un rey protestante distinto al de Inglaterra. En 1707, sin embargo, tras las amenazas inglesas de cerrar el comercio con Escocia, se firmó el Acta de Unión, que certificaba la creación del Reino de Gran Bretaña.
Pese a esta unificación de los dos reinos, los defensores de la Casa de Estuardo, conocidos como jacobitas, seguían teniendo influencia en las Highlands y en la zona noreste del país, especialmente entre los no presbiterianos. Sin embargo, los levantamientos jacobitas producidos en 1715 y 1745 no lograron apartar del trono británico a la casa de Hannover. Dichos levantamientos sirvieron además como excusa para el desplazamiento masivo de los habitantes de las Highlands, en lo que se conoce como Highland Clearances.

## Historia contemporánea

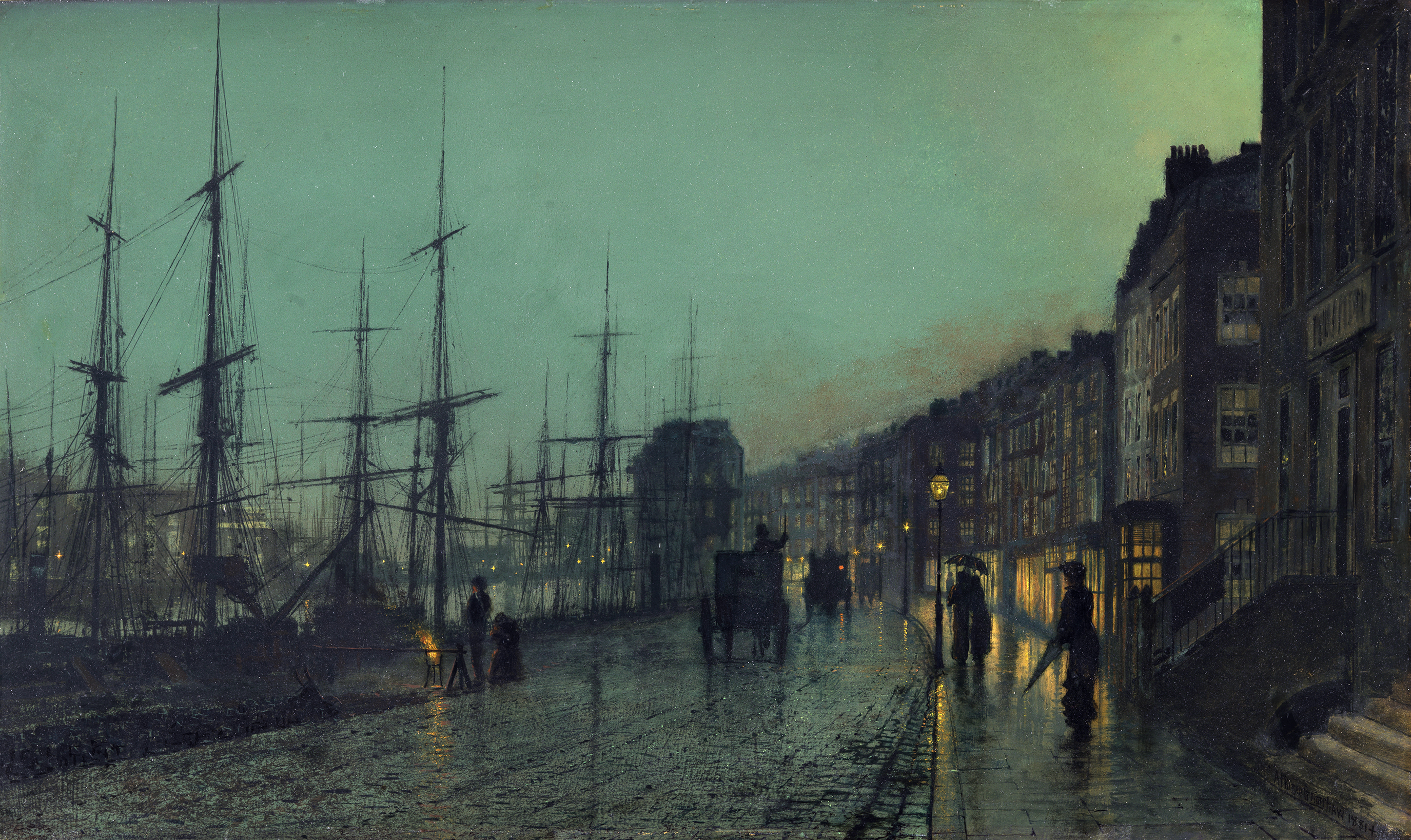
"Barcos en el río Clyde ", de John Atkinson Grimshaw, cuadro que muestra la ciudad de Glasgow durante la época industrial.

Tras la Ilustración y la Revolución industrial, Escocia se transformó en uno de los centros comerciales, intelectuales y culturales de Europa. Glasgow y Edimburgo, sobre todo, se desarrollaron rápidamente a finales del siglo XVIII, y durante el siglo XIX el surgimiento de la industria pesada en las riveras del río Clyde, con el paréntesis de la hambruna de las tierras altas por la epidemia de tizón tardío en los cultivos de patata, que provocó una gran emigración, transformó a Glasgow en la "Segunda ciudad del Imperio Británico" después de Londres. 
La situación empeoró tras la Primera Guerra Mundial, en la que murieron un gran número de escoceses, provenientes sobre todo de las Highlands, pero en especial después de la Segunda Guerra Mundial, tras la cual la situación económica de Escocia empeoró rápidamente, con la desaparición de un gran número de industrias que ya no eran competitivas en el mercado internacional. Solo en las últimas décadas del siglo XX logró el país apuntar una recuperación económica y cultural, gracias al surgimiento de nuevos servicios financieros y del sector electrónico (en lo que se conoce como Silicon Glen), así como a los beneficios del petróleo y gas del mar del Norte. En 1998 el Gobierno del Reino Unido concedió mayores niveles de soberanía a Escocia, restableciendo el Parlamento Escocés y devolviendo a Edimburgo, simbólicamente, la Piedra de Scone.

## El nacionalismo escocés
La Liga Nacional Escocesa (Scots National League), formada en 1921, fue un grupo inicialmente establecido en Londres que luchaba por la independencia de Escocia, altamente influenciado por el Sinn Féin irlandés. Creó el periódico Scots Independent en 1926 y en 1928 colaboraron con la Asociación Nacionalista Escocesa de la Universidad de Glasgow (Glasgow University Scottish Nationalist Association) a crear el Partido Nacional de Escocia (National Party of Scotland), favorable a un estado independiente escocés. Uno de los fundadores fue Hugh MacDiarmid, un poeta que había comenzado a promover la literatura escocesa, junto a otros relacionados con el Partido Laborista.
Cooperaron con el Partido Escocés (Scottish Party), una organización autonomista formada en 1932 por antiguos miembros del Partido Conservador, y en 1934 se unieron para formar el Partido Nacional Escocés (Scottish National Party), el cual, aunque inicialmente era autonomista, posteriormente pasó a apoyar la independencia. El partido sufrió un descenso de apoyo en la década de 1930 cuando la palabra nacionalismo comenzó a estar asociado con el del nacionalsocialismo alemán, pero consiguieron su primer diputado una elección parcial en 1945, aunque lo perdieron en las elecciones generales tres meses después.
El Partido Nacionalista Escocés tuvo un notable éxito electoral en la década de 1960, y cuando se encontró petróleo en el mar del Norte en 1970, pudo contrarrestar los temores acerca de la viabilidad económica de una posible independencia con el lema "Es petróleo de Escocia". Argumentaron que los beneficios de dicho petróleo, recaudados por la hacienda británica, habían beneficiado poco a Escocia, en comparación con otras partes del Reino Unido (como Inglaterra).

### El renacimiento de la década de 1970
En las elecciones generales del Reino Unido de febrero de 1974, los votantes escoceses eligieron siete miembros del Partido Nacionalista Escocés, que aumentaron a once en las elecciones de octubre de 1974. Esto dio poder al movimiento independentista con propuestas más avanzadas en la Cámara de los Comunes donde el Partido Laborista formó un gobierno minoritario con el apoyo del Partido Liberal.
Como habían prometido, los laboristas hicieron propuestas para un Parlamento Escocés con una asamblea escocesa semiautónoma con poderes para controlar algunos aspectos de política interna. Pero mientras que la medida tenía el apoyo del Partido Laborista Escocés, algunos miembros (mayoritariamente ingleses) se opusieron a un cambio constitucional sin un mandato claro y el parlamento decidió celebrar un referéndum, requiriendo un 40 % o más del electorado a favor en vez de requerir una simple mayoría de los votos en el referéndum. Efectuado el referéndum, un 33 % votó a favor y un 31 % en contra, con una abstención del 36 %, por lo que la propuesta no vio la luz. Los progresos del independentismo se vieron frenados cuando el Partido Nacional Escocés apoyó una moción de censura contra el gobierno y forzó unas elecciones generales en 1979 que dieron la victoria a la gran adversaria de la independencia, Margaret Thatcher.
- Véase también: Referéndum escocés de 1979

### Devolución

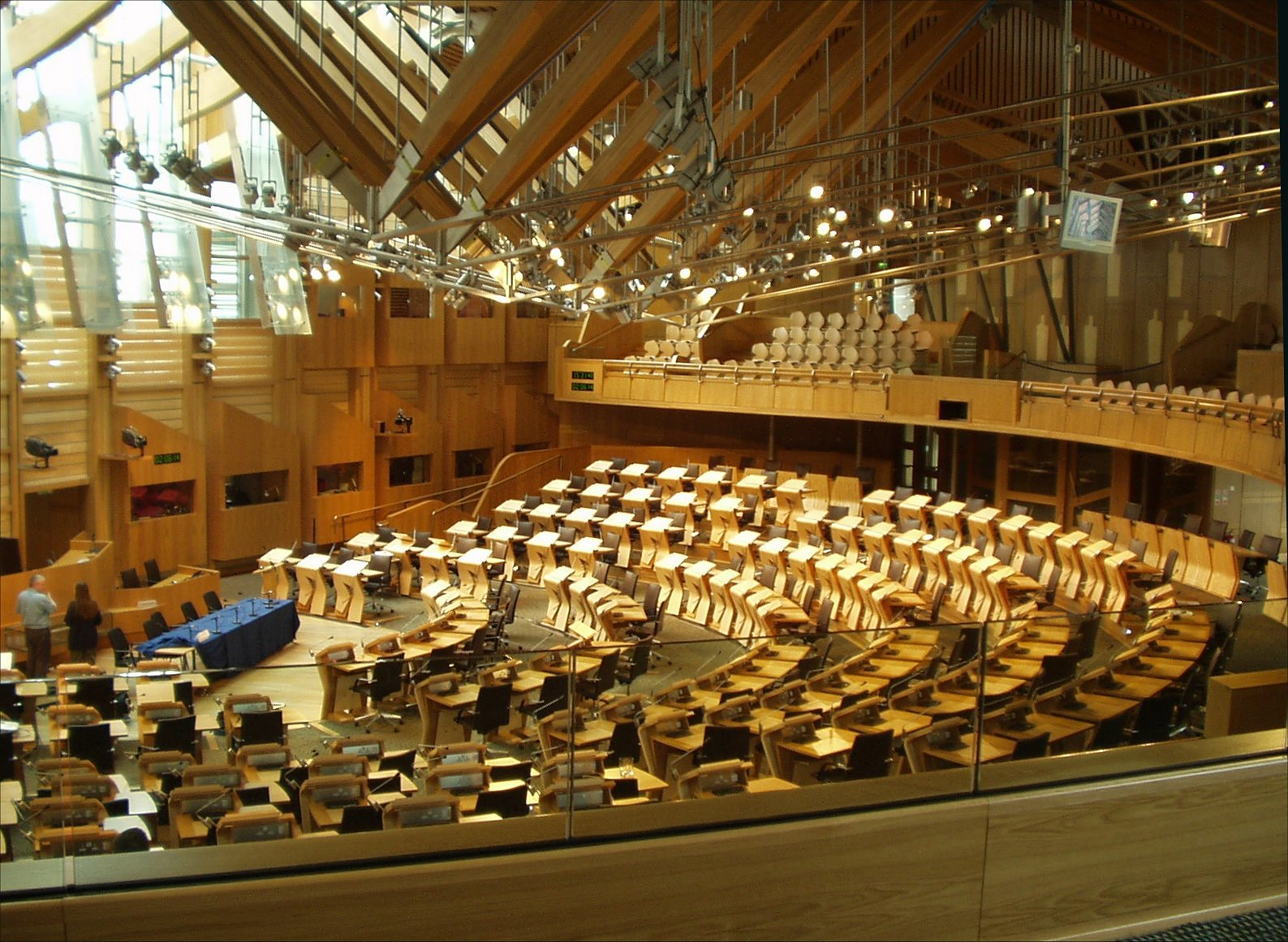
Hemiciclo del Parlamento escocés.

Los partidarios de la independencia escocesa continuaban teniendo opiniones contrapuestas sobre la autonomía, un movimiento que incluía a muchos partidarios de continuar con la unión, si bien en un marco de descentralización dentro del Reino Unido. Dentro del campo independentista, algunos vieron al autonomismo como un paso hacia la independencia, mientras que otros deseaban llegar inmediatamente a la separación.
En los años de gobierno conservador tuvo lugar la Campaña por una Asamblea Escocesa, que desembocó en la convocatoria en 1989 de la Convención Constitucional Escocesa, la cual consiguió cierto consenso en torno a unas bases creadas por varios partidos para la devolución de poder político a Escocia, a pesar de que el Partido Conservador rechazó cooperar y el Partido Nacional Escocés se retiró del debate cuando se vio claro que la convención no estaba dispuesta a negociar la independencia de Escocia como una opción constitucional. El Partido Laborista ganó en 1997 las elecciones generales y Donald Dewar, como Secretario de Estado para Escocia ejecutó las promesas de su partido en torno a la creación de un Parlamento escocés, convocando un referéndum en septiembre de dicho año que en el que un 75% de los votantes se pronunció a favor de la devolución de poderes. El parlamento entonces aprobó la Ley de Escocia para crear un Parlamento escocés elegido directamente por los escoceses con poderes sobre la mayoría de las políticas regionales. En mayo de 1999 Escocia tuvo sus primeras elecciones para el parlamento devuelto y en julio el Parlamento escocés celebró su primera sesión, por vez primera desde que el parlamento previo había sido disuelto en 1707. El parlamento escocés tenía ciento treinta y nueve miembros elegidos por un sistema de representación proporcional. Donald Dewar se convirtió en el primer ministro de Escocia con el gobierno de coalición entre el Partido Laborista Escocés y el Partido Liberal Demócrata, mientras que el Partido Nacional Escocés se convirtió en el primer partido de la oposición.
Con la aprobación de todos los partidos, la canción de letra igualitaria de Robert Burns A Man's A Man for A' That fue cantada por la activista Sheena Wellington en la inauguración del parlamento escocés. Esta canción fue adoptada como el himno no oficial moderno del movimiento independentista escocés.
De una manera similar, la inauguración de la reina Isabel II del nuevo edificio del parlamento escocés fue acompañada de la canción de Aaron Copland Fanfare for the Common Man.
Sin embargo, aunque los escoceses consiguieron la devolución y consiguieron competencias sobre la mayoría de sus asuntos, los nacionalistas continúan reclamando la independencia total.